# Czesław Skałecki
Czesław Skałecki (ur. 26 kwietnia 1916 w Poznaniu, zm. 1 lipca 1962) – polski bokser.

## Życiorys
Był wychowankiem i zawodnikiem klubu Warta Poznań, z boksem zapoznał się w 1933 roku. Początkowo ciężko było mu się przebić do pierwszego zespołu Warty, ze względu na silną konkurencję w klubie. Tuż przed wybuchem wojny, stał się silnym punktem zespołu. Dwukrotnie wywalczył drużynowe mistrzostwo Polski w 1938 i 1939 roku. Indywidualnie zdobył wicemistrzostwo Polski w 1939 w kategorii piórkowej. Występując w ringu w okresie powojennym wywalczył brązowy medal w 1947 w wadze lekkiej. Trzykrotnie wystąpił w reprezentacji Polski w latach 1938–1939, odnosząc 2 zwycięstwa i ponosząc 1 porażkę. Karierę sportową zakończył w klubie Odra Szczecin, staczając swoje ostatnie pojedynki.